# Jorge Antonio Bacqué
Jorge Antonio Bacqué (Buenos Aires, Argentina, 3 de agosto de 1922-Ibídem, 18 de agosto de 2014) fue un abogado, jurista y ministro de la Corte Suprema de Justicia de Argentina.

## Actividad profesional
Inicialmente trató de estudiar para marino mercante, pero cuando no aprobó el examen de ingreso, en 1939, decidió seguir Derecho. No obstante, no abandonó su  afición por navegar y para ello tenía un pequeño velero que amarraba en el Yacht Club de San Fernando.
En la Facultad de Derecho y Ciencias Sociales de la Universidad de Buenos Aires se recibió de abogado en 1947 y obtuvo su doctorado en jurisprudencia en 1953. En esa misma casa de estudios fue nombrado profesor titular de Introducción al Derecho, Filosofía e Historia de las Ideas Filosóficas del Derecho y Filosofía del Derecho, cargos que ejerció entre 1959 y 1976. También enseñó en la Facultad de Derecho de la Universidad Nacional de La Plata.
En 1966 fue nombrado Secretario Letrado de la Corte Suprema de Justicia de la Nación y ese mismo año renunció al cargo al ser cesados los miembros del Tribunal por el gobierno militar surgido del golpe de Estado.
Ejerció la profesión de abogado e integró el estudio Galante, del cual también formó parte Enrique Petracchi y dirigió la colección Biblioteca de Filosofía y Derecho del Centro Editor de América Latina, la editorial que fundara Boris Spivacow.
De su actividad gremial se recuerda que fue elegido para presidir el Colegio Público de Abogados de la Capital Federal en dos comicios sucesivos, para el período de 1996 a 2000.
En 1985 volvió a la Corte como miembro del Tribunal designado por el presidente Raúl Alfonsín en reemplazo de Genaro Carrió; compartió el Tribunal con José Severo Caballero, Augusto César Belluscio, Carlos Santiago Fayt y Enrique Petracchi y renunció en 1990, el mismo día en que se publicaba en el Boletín Oficial la ley impulsada por el presidente Menem que dispuso el aumento a nueve del número de miembros del tribunal, por su disconformidad con la norma que permitió que se configurara luego la “mayoría automática” adicta a dicho presidente.
En los fallos que suscribió mientras fue miembro de la Corte Suprema, siempre se preocupó por proteger las libertades y garantías individuales, con frecuencia en voto coincidente con el de Enrique Petracchi. Se recuerda que votó en favor de declarar inconstitucional la ley de matrimonio civil, para habilitar así el divorcio, y que al tratarse la validez de la ley de obediencia debida, fue el único que, en disidencia, propició que se declarara su invalidez por entender que la norma propiciaba la impunidad de los mandos medios de las Fuerzas Armadas e invadía atribuciones del Poder Judicial.
También escribió trabajos y dictó cursos y conferencias sobre temas de filosofía del derecho y derecho comercial. 
En 1998 recibió el diploma al mérito otorgado por la Fundación Konex en la categoría Jueces.
Falleció en Buenos Aires el 18 de agosto de 2014.